# Поема
Поема - (від грецького слова, що означає "твір", "творіння") — ліричний, епічний, ліро-епічний твір, переважно віршований, у якому зображені значні події і яскраві характери персонажів. 

## Визначення терміна
Назва «поема» загальна, у літературознавстві частіше йдеться про конкретний жанровий різновид поеми: ліро-епічну, ліричну, епічну, сатиричну, героїчну, дидактичну, бурлескну, драматичну тощо. Виникла поема на основі давніх і середньовічних пісень, сказань, епопей, що уславлювали визначні історичні події.

## Первісні поеми
Первісна поема мала епічний характер і нерідко була тісно пов'язана з міфологічною творчістю. Такими є «Іліада» Гомера, «Енеїда» Вергілія, «Пісня про Роланда», «Слово про Ігорів похід». В античну добу й середні віки поемою називали анонімну чи авторську епопею. Власне з епопеї виникла сьогоднішня поема — і в першу чергу поема епічна.

## Інші визначення
Іноді поемою називають великий прозовий роман, який, крім глибокого змісту й широкого охоплення життєвих подій, відзначається пафосом і ліризмом («Мертві душі» Миколи Гоголя, «Поема про море» Олександра Довженка). Близькими до них є поеми, писані прозою, які виникли в добу романтизму (Алоїзіюс Бертран) і досягли свого розквіту в добу символізму (Шарль Бодлер, Артюр Рембо).

## Сучасний стан
Як жанр, що розвивається на межі епосу, лірики й драми, синтезуючи в собі їх характерні засоби та прийоми, поема залишається найпродуктивнішою і сьогодні. Наприклад, твір М.Вороного «Євшан-зілля» є поемою, оскільки він багатий на художні засоби (епітети, метафори, порівняння тощо), написаний віршованою формою, у ньому зображені яскраві події і непересічні характери.